# Milton H. Pettit

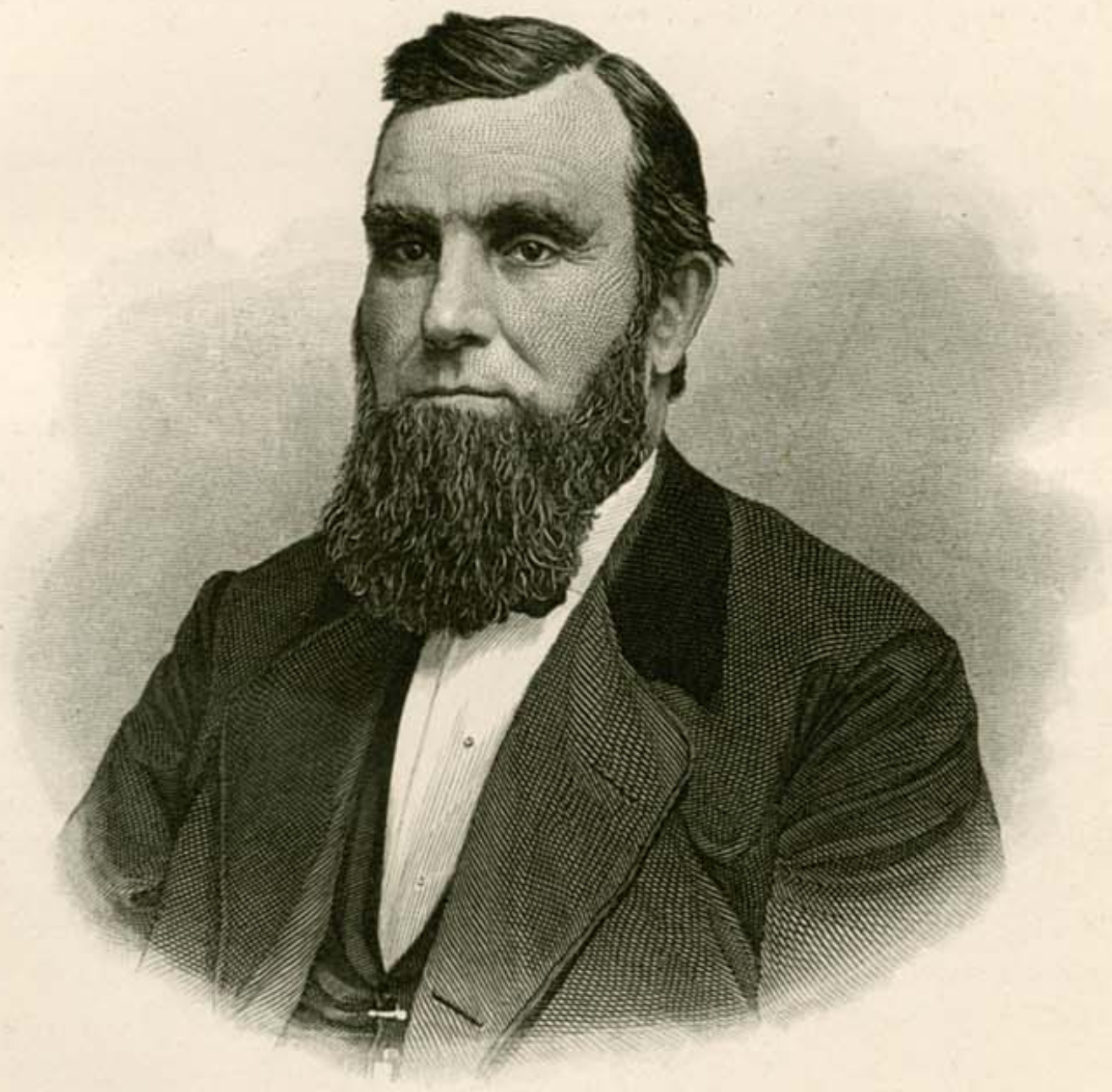
Milton H. Pettit

Milton H. Pettit (* 1835 in Fabius, Onondaga County, New York; † 1873) war ein US-amerikanischer Politiker und von 1872 bis zu seinem Tod Vizegouverneur von Wisconsin.
Pettit kam im Alter von elf Jahren nach Wisconsin. Seine Familie ließen sich in Somers, einer kleinen Gemeinde nahe Kenosha, nieder. 1854 zog Petit nach Kenosha und wurde im Getreidegewerbe tätig.
Pettit war in Kenosha ein angesehenes Mitglied der Republikanischen Partei und gehörte dem Stadtrat an. 1861, 1865 sowie 1867 wurde er zum Bürgermeister der Stadt gewählt. 1869 erfolgte seine Wahl in den Senat von Wisconsin und 1871 die zum Vizegouverneur des Bundesstaates. Nach seinem Amtsantritt 1872 begann sich recht bald sein gesundheitlicher Zustand zu verschlechtern und Pettit starb im Frühjahr 1873.